# کاخ و موزه باغچه‌جوق
کاخ و موزه باغچه‌جوق در گذشته مقر حکومت سردار ماکو بوده و در یک کیلومتری شهر ماکو در وسط روستای باغچه جوق واقع شده‌است. ساخت بنا در زمان پاشاخان آغاز و در دوره اقبال‌السلطنه ماکویی به پایان رسیده‌است و به مدت ۳۰ سال تزیینات داخلی سالنهای هفت‌گانه آن انجام پذیرفته‌است.
مجموعه کاخ در میان باغ مشجر بزرگی با درختان کهن گوناگون به وسعت یازده هکتار قرار گرفته‌است. امروزه این محل به علت ویژگی‌های معماری و هنری به کاررفته در آن تبدیل به موزه‌ای شده که همه روزه از گردشگران از آن بازدید به عمل می‌آورند.

## تاریخچه
ساخت این بنا در حدود بیش از ۱۲۰ سال قبل و در زمان «پاشاخان» آغاز شد و در زمان «اقبال‌السلطنه» به اتمام رسید. اقبال‌السلطنه به عنوان بانی ساخت این کاخ شناخته می‌شود. در واقع زمان ساخت آن مصادف با دوره حکومت قاجار در ایران بوده‌است. این کاخ باشکوه به عنوان مقر حکمرانی سردار ماکو شناخته می‌شد.

خانواده سردار ماکو تا سال ۱۳۵۳ در این مکان سکونت داشتند و سپس دولت وقت این مجموعه را خریداری کرد. پس از آن مرمت‌ها و بازسازی‌هایی در این کاخ و محوطه آن صورت گرفت و از سال ۱۳۵۸، درهای کاخ برای بازدید عموم مردم گشوده شد. این کاخ موزه از سال ۱۳۶۶ هجری شمسی در اختیار سازمان میراث فرهنگی و گردشگری است.

## معماری و تجهیزات

### مشخصات خارجی
کاخ موزه باغچه جوق از یک بنای بزرگ ۲۵۰۰ متری که در میان یک باغ ۱۱ هکتاری قرار دارد، تشکیل شده‌است. در ورودی ساختمان، کالسکه‌ای پوشیده از خاک و متعلق به سردار و جایگاه سخنرانی او، دیده می‌شود. این جایگاه از یک تراس گچبری شده و دارای آجرهای رنگی و پلکان متصل شونده به حیاط تشکیل شده‌است.
این ساختمان بنایی است که به صورت قرینه ساخته شده‌است. معماری نیمی از آن ایرانی و نیمی از آن خارجی است و در حقیقت معماری تلفیقی دارد. قسمت ایرانی با ظرافت و به وسیله نقوش گل و بوته و مردان دوره قاجار و قسمت فرنگی نیز با کاغذ دیواری خانه‌های روسی متعلق به قرن نوزدهم و البته نقش و نگارهای اروپایی به زیبایی هر چه تمام‌تر تزیین شده‌است. در نمای خارجی بنا، مجسمه‌های گچی وجود دارند که سردرها و نرده‌های گچی لبه بام را تزیین کرده‌اند.
بخشی از باغ در پیرامون کاخ دارای یک طرح منظم و محصور بوده و با نرده‌های چدنی از سایر قسمت‌های باغ جدا می‌شود. در قسمت غربی کاخ باغچه جوق، حوض بیضی شکلی دیده می‌شود و در بخش‌هایی از باغ نیز نشانه‌هایی از کف‌سازی سنگی به چشم می‌خورد. همچنین استخر بزرگی در باغ وجود دارد که جوی آبی از آن سرچشمه می‌گیرد و به سمت بخش‌های مختلف باغ جریان می‌یابد و منظره دل‌انگیزی نیز دارد.

### مشخصات داخلی
در طبقه اول آن سالن ناهارخوری وجود دارد که اتاق سبز نیز نامیده می‌شود. نکته جالب، سقف این سالن است که در نیمی از آن می‌توان نقاشی‌های مربوط به سفره ایرانی و مردان ایرانی را تماشا کرد و در نیمه دیگر، غذاهای اروپایی و مردان و زنان فرنگی به زیبایی تصویر شده‌اند.
بخش دیگری از بنا که به سالن ناهارخوری نیز متصل است، سالن انتظار و محل پذیرش ملاقات‌های رسمی است. یکی از زیباترین بخش‌های داخلی این کاخ، حوضخانه یا تالار آیینه آن است که در واقع محل برگزاری مراسم‌ها و جشن‌های مختلف بوده‌است. این بخش با آیینه کاری‌های موجود در دیوارها که تصویر را انعکاس می‌دهد و فواره آب واقع در وسط آن که صدای دلنشین آب آن گوش‌ها را نوازش می‌دهد، طراحی بسیار چشم‌نواز و هنرمندانه‌ای را دارد.
از طریق راه‌پله‌های موجود در دو طرف بنا می‌توان به بخش‌های دیگر کاخ همچون اتاق خواب، دفتر کار و شاه‌نشین‌ها دسترسی پیدا کرد. در این راه‌پله‌ها نیز مجسمه‌های سنگی زیبایی به چشم می‌خورند. در سراسر طبقه دوم می‌توانید مبل‌ها، میزها و کمدهایی را مشاهده کنید که توسط هنرمندان مختلف خارجی ساخته شده‌اند.

### وسایل و اثاثیه
این اشیا در هر دو طبقه اول و دوم ساختمان به چشم می‌خورند. انواع مبل‌ها، صندلی‌های لوکس از جنس چوب‌های نی و خیزران و با تزیینات برنزی و رویه مخمل که توسط کشورهای لهستان، فرانسه، اتریش و روسیه ساخته شده‌اند، مهم‌ترین آثار این موزه هستند.

## ثبت در فهرست آثار ملی
کاخ موزه باغچه جوق به عنوان یکی از ارزشمندترین و باشکوه‌ترین آثار تاریخی بر جای مانده در استان آذربایجان غربی در تاریخ ۱۱ تیر سال ۱۳۷۵ هجری شمسی با شماره ثبت ۱۷۳۹ در فهرست آثار ملی ایران به ثبت رسیده‌است.

## نگارخانه

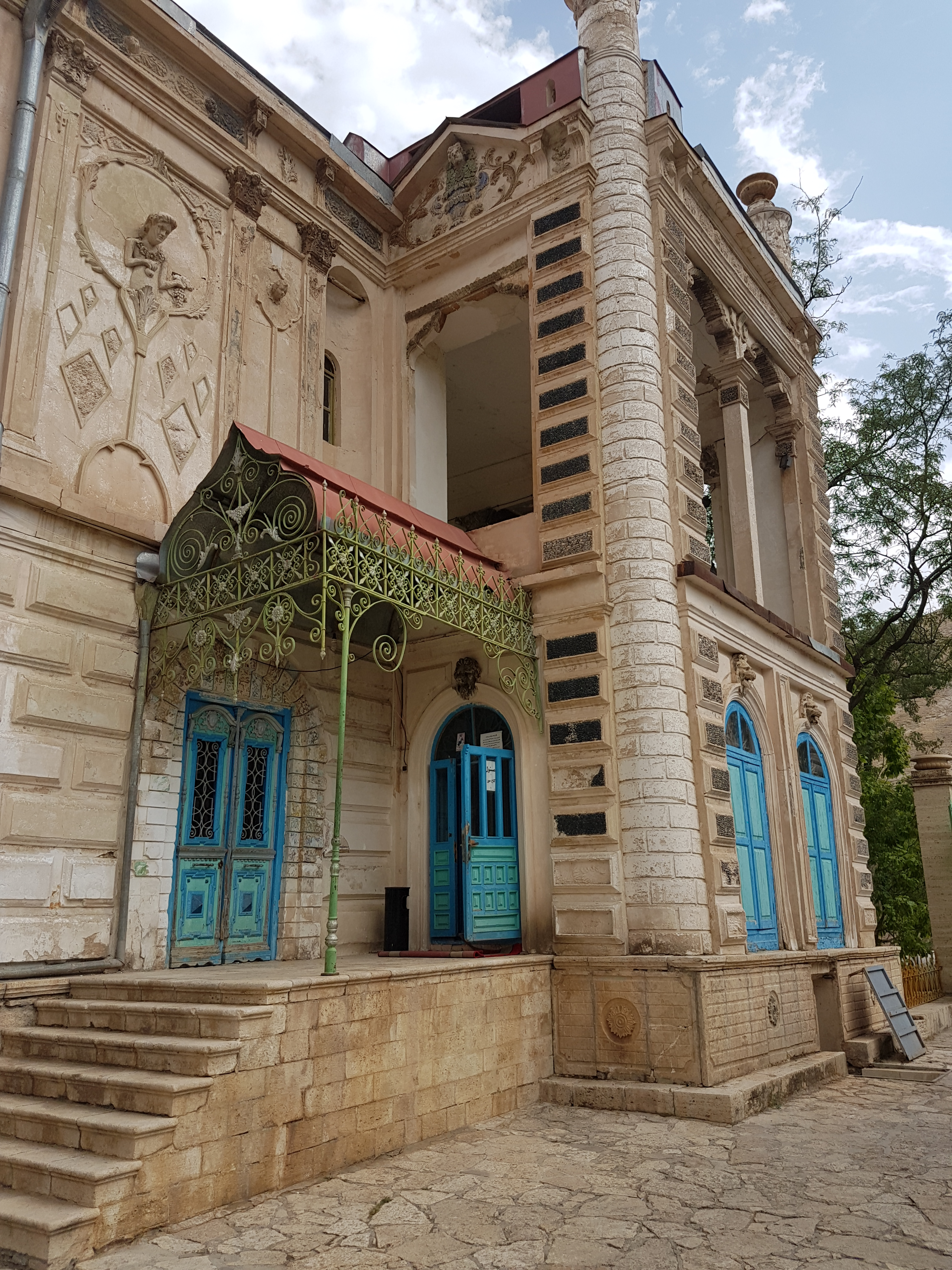
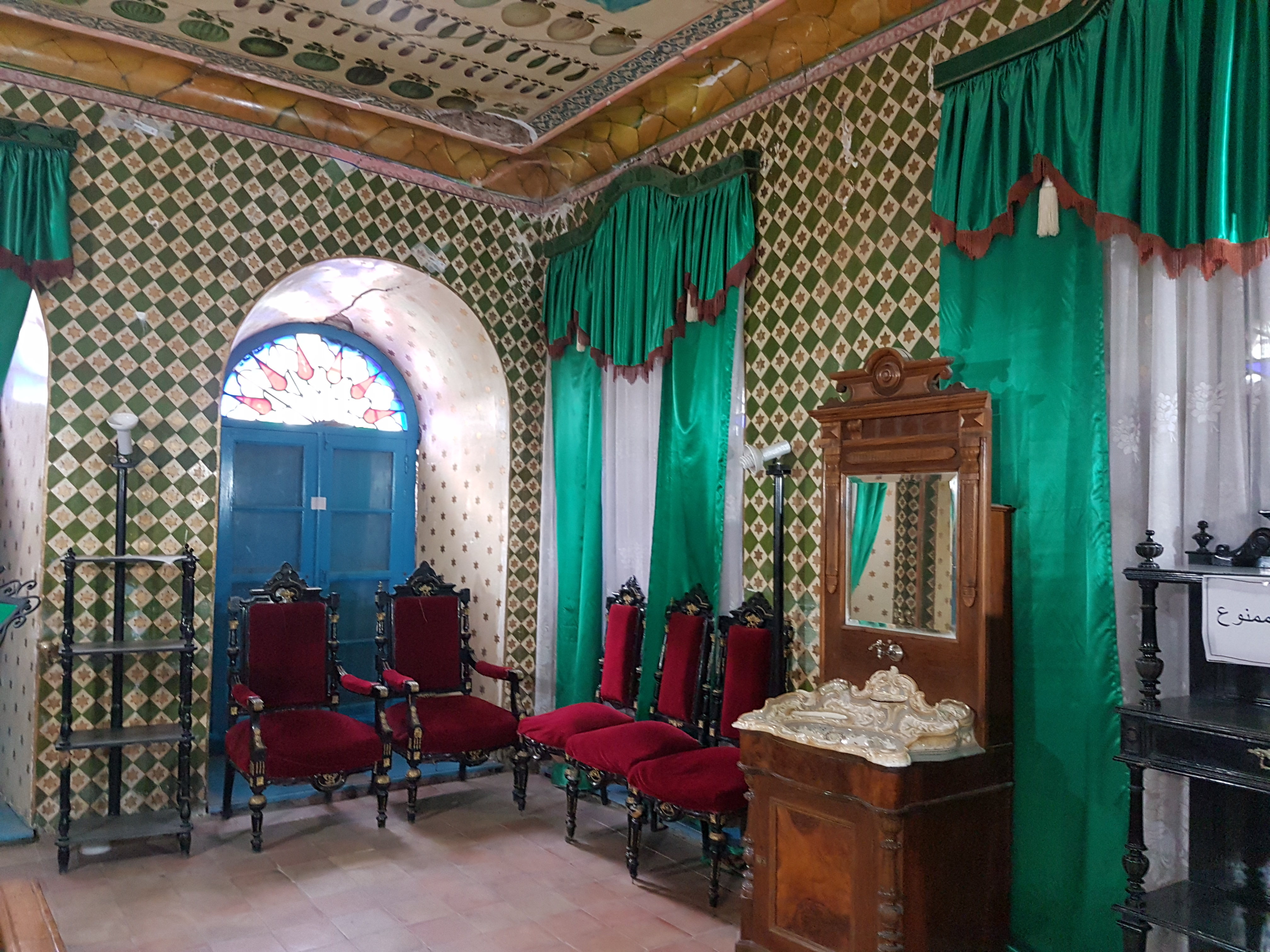
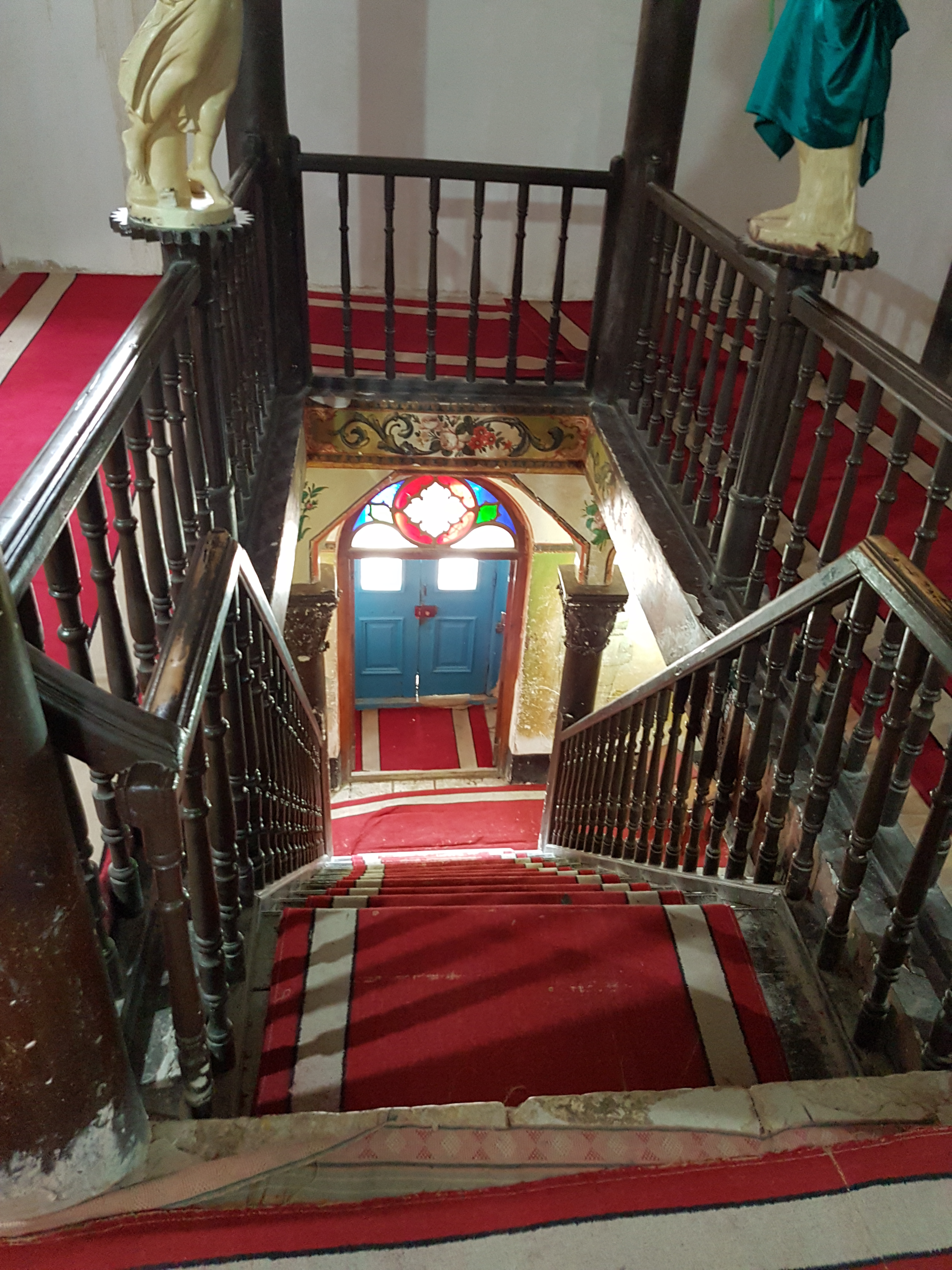
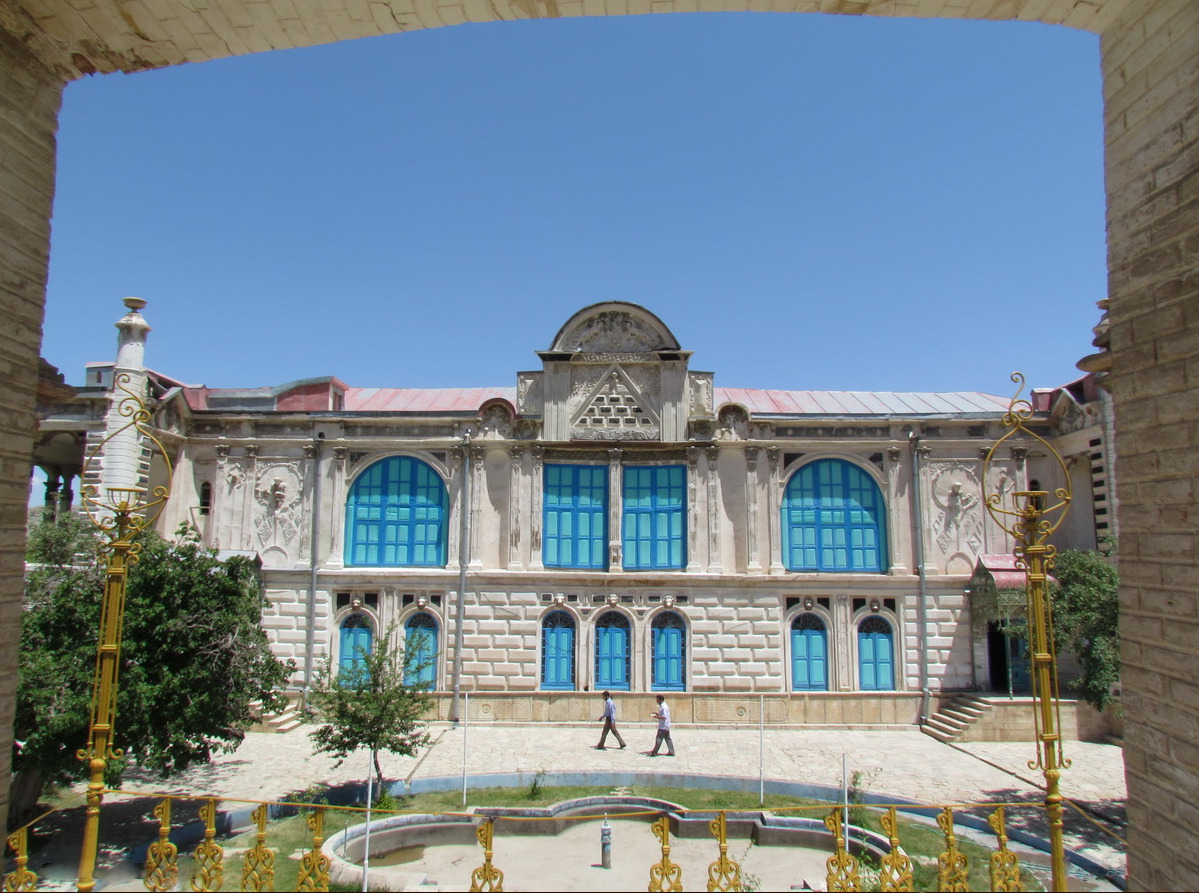
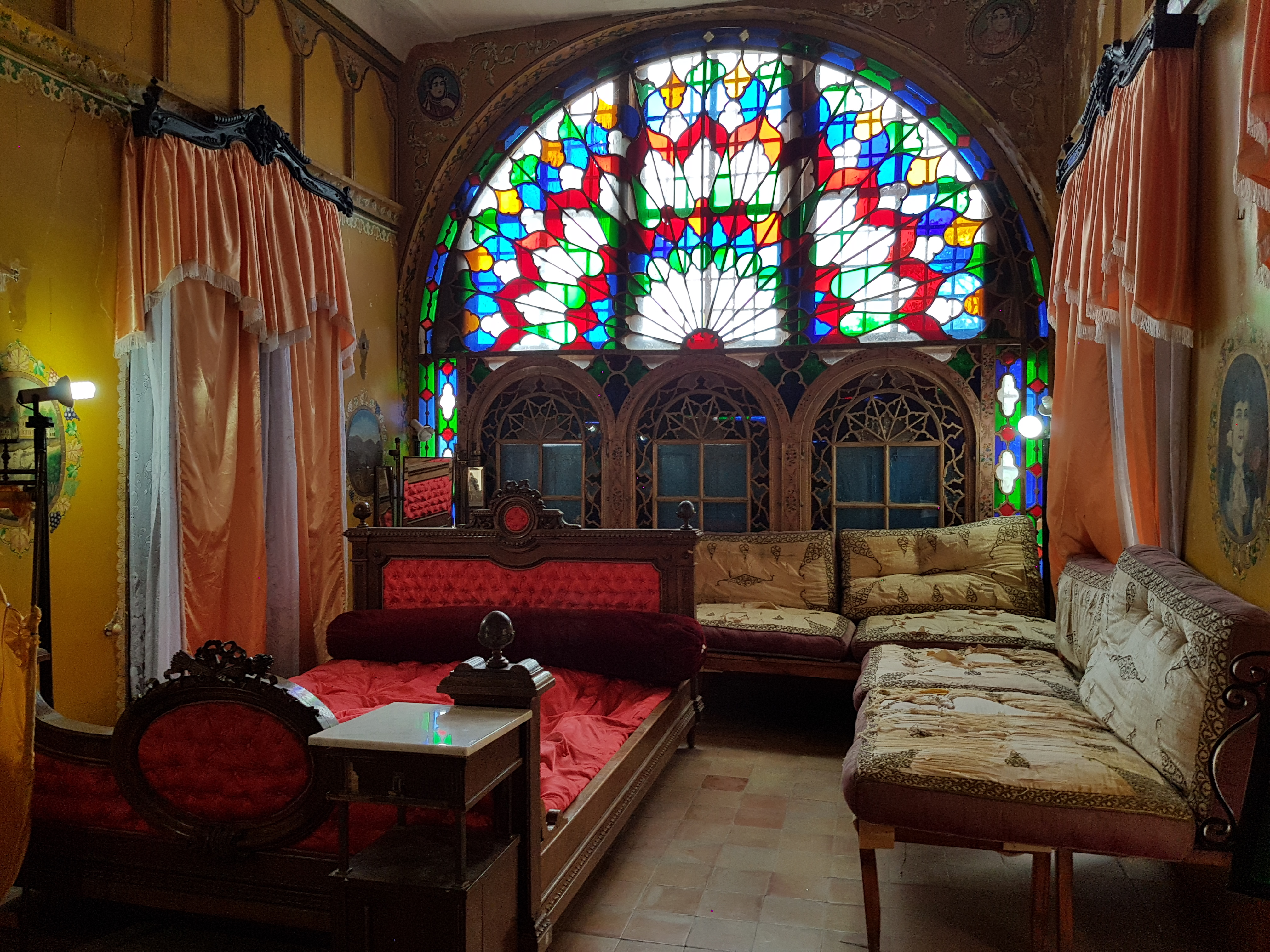
اتاق خواب سردار ماکو. کاخ باغچه‌جوق
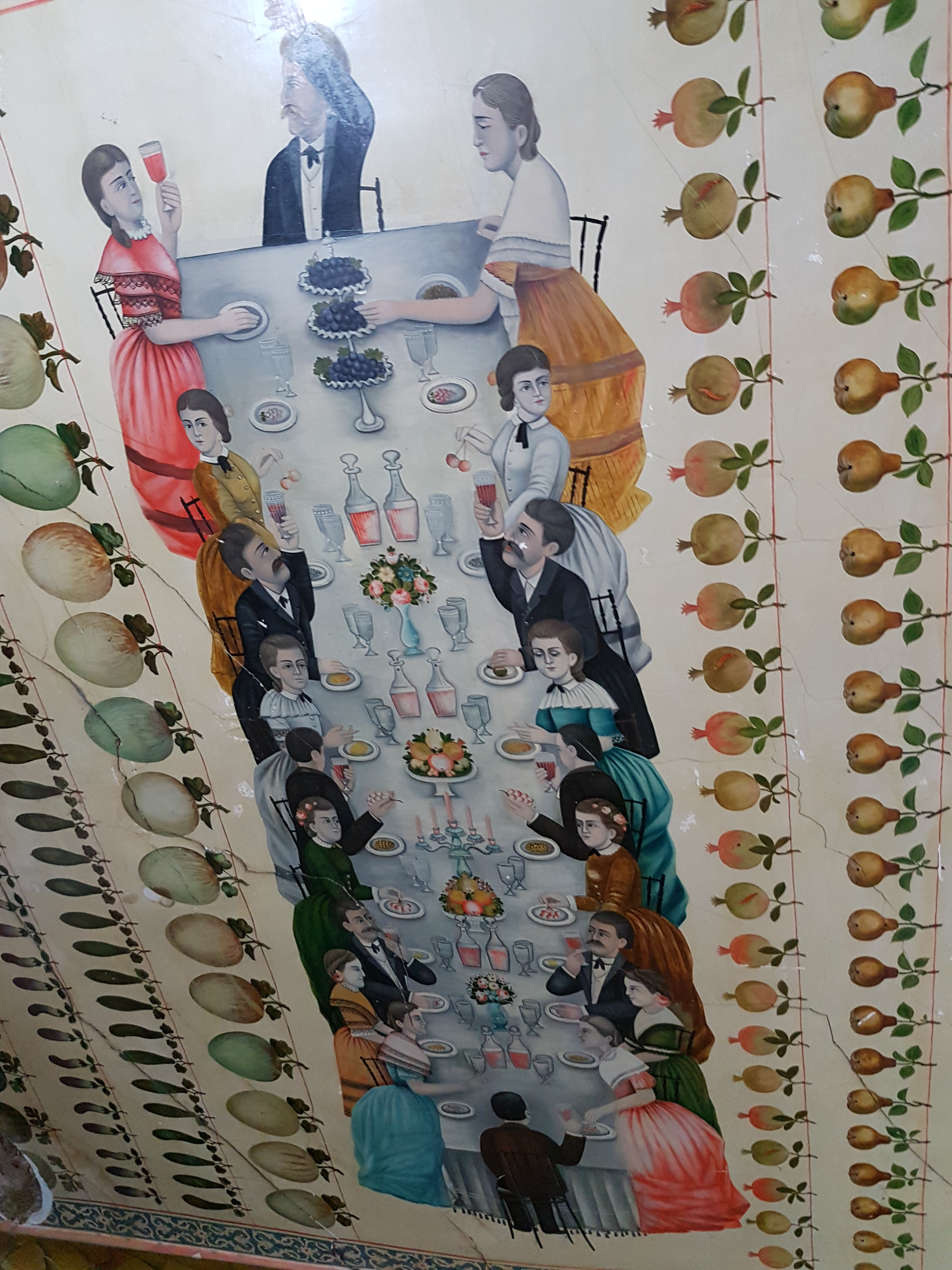
نقاشی نهار به سبک غربی- سقف کاخ باغچه‌جوق
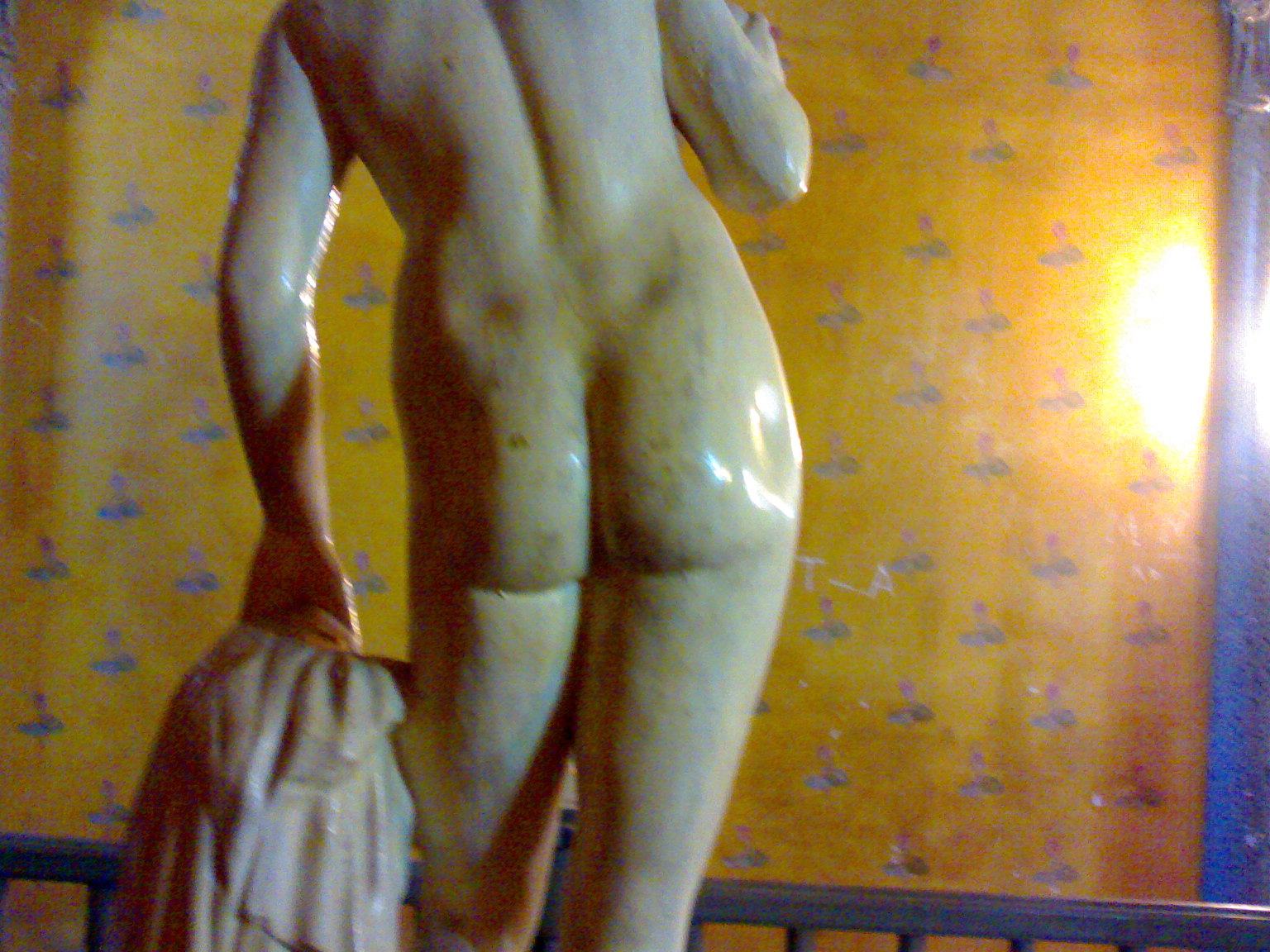
از تندیس‌های درون کاخ